# Геология Венеры

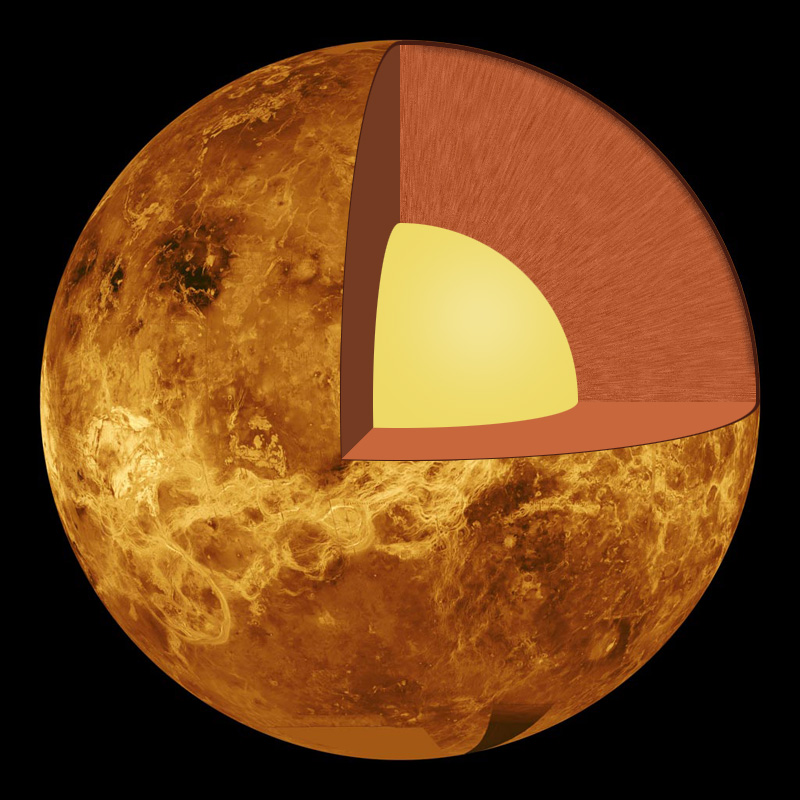
Внутреннее строение Венеры

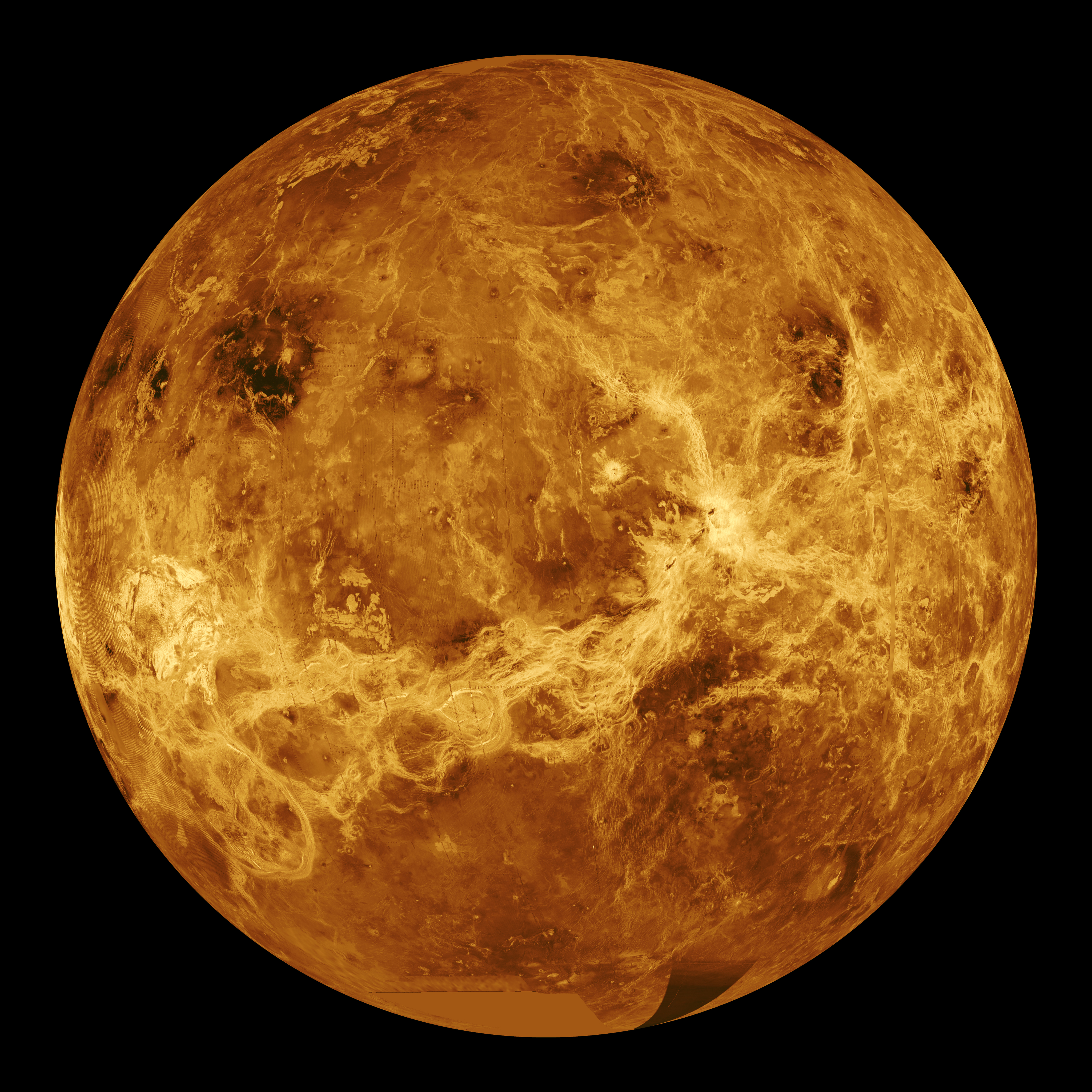
Радарное изображение поверхности Венеры с центром, расположенным на 180° в.д.

Геология Венеры — раздел планетологии и планетной геологии, посвящённый геологическому строению Венеры. Так как поверхность этой планеты закрыта сплошным облачным покровом и недоступна для наблюдений в оптическом диапазоне, современное знание о геологических структурах на поверхности, представление об их происхождении, эволюции и соответствующем подповерхностном строении коры основывается на радарных снимках. На базе альтиметрических и апертурных измерений советских АМС «Венера-15» и «Венера-16» в 1984 году было получено общее представление о геоморфологии планеты; наиболее полный объём данных о поверхности был получен с помощью АМС NASA «Magellan», которая проработала на орбите с августа 1990 года по сентябрь 1994 года и с помощью своего радара картографировала 98 % поверхности Венеры (22 % из них — в трёхмерных снимках).
Поверхность Венеры содержит признаки прежнего активного базальтового вулканизма с щитовидными и композитными вулканами, которые схожи с земными, но на формирование которых оказали влияние плотная массивная атмосфера и приповерхностная температура около 475 °С. По сравнению с Луной, Марсом или Меркурием, на поверхности Венеры практически нет небольших ударных кратеров, что объясняется защитным действием плотной толстой атмосферы. Средних и больших кратеров тоже меньше, чем на Луне и Меркурии, что объясняется молодостью поверхности. Среди необычных деталей рельефа есть такие:
- венцы[англ.] — венкоподобные экструзивные детали поверхности;
- тессеры — обширные области с сильно деформированным и изрезанным трещинами ландшафтом;
- арахноиды — области, внешне напоминающие паутину.

Поверхность также содержит застывшие потоки лавы, признаки атмосферной эрозии и сейсмической активности.

## Исследования поверхности до АМС «Магеллан»
Венера стала вторым после Луны небесным телом, поверхность которого изучалась с помощью радаров с Земли. Первые наблюдения производились в 1961 году в обсерватории NASA Голдстоун. В ходе нескольких последующих нижних соединений Венера наблюдалась в Голдстоуне и в обсерватории Аресибо, что к 1963 году позволило получить такие данные:
- обнаружить факт ретроградного вращения планеты вокруг своей оси и определить его период, равный 243,1 сут;
- обнаружить почти перпендикулярное положение оси вращения планеты по отношению к плоскости её орбиты;
- измерить точный радиус Венеры (6052 км).

Радиус планеты по радарным наблюдениям оказался примерно на 70 км меньшим, чем по оптическим, что объясняется наличием у Венеры облачного покрова, прозрачного для радиоволн. Также ранние радиолокационные наблюдения указывали на то, что на поверхности Венеры больше скальных пород и меньше пыли, чем на поверхности Луны. Уже на первых радарных изображениях были обнаружены яркие области, получившие название Альфа, Бета и Максвелл.
В период с 1970 по 1985 годы произошло значительное усовершенствование радиолокационных методов, что позволило получать изображения поверхности с разрешением 1—2 км.
С началом эры космических полётов Венера стала одной из целей исследований с помощью спускаемых аппаратов. Стартовое окно для полёта к планете имеет место каждые 19 месяцев и с 1962 года по 1985 год в течение каждого из этих пригодных для старта промежутков времени к планете запускались исследовательские автоматические межпланетные станции.
В 1962 году АМС «Маринер-2» пролетела около Венеры, став первым аппаратом, посетившим другую планету. В 1965 году «Венера-3» стала первым аппаратом, достигшим другой планеты. В 1967 году «Венера-4» стала первым аппаратом, передавшим данные о свойствах венерианской атмосферы. В том же году «Маринер-5» измерил магнитное поле планеты. В 1970 году «Венера-7» стала первым аппаратом, совершившим полностью удачную посадку на поверхность. В 1974 году «Маринер-10» совершил пролёт мимо планеты на своем пути к Меркурию, сфотографировав в ультрафиолетовом диапазоне облака, что позволило обнаружить исключительно сильные ветры на большой высоте. В 1975 году АМС «Венера-9» передала первые изображения с поверхности в оптическом диапазоне и выполнила наблюдения окружающих скал в гамма-диапазоне. «Венера-10» в том же году повторила эти наблюдения в другом месте посадки. В 1978 году «Пионер-Венера-1» вышел на орбиту вокруг планеты и выполнил альтиметрические и гравиметрические измерения, закартировав поверхность от 63° ю.ш. до 78° с.ш. В этом же году «Пионер-Венера-2» уточнил данные о свойствах атмосферы, в том числе измерил соотношения изотопов аргон-36 и аргон-38 (один из посадочных модулей станции проработал на поверхности около часа). В 1982 году «Венера-13» передала первые цветные изображения с поверхности Венеры (также был произведен рентгеновский анализ образцов грунта), — посадочный модуль проработал на поверхности 127 мин). В том же году посадочный модуль «Венеры-14» произвёл измерения сейсмоактивности и обнаружил признаки её наличия.
В 1983 году АМС «Венера-15» и «Венера-16» получили более детальные радарные изображения поверхности и с помощью установленного высотомера произвели измерения значительной части северного полушария планеты. Эти станции были первыми, которые использовали для изучения Венеры радар с синтезированием апертуры и получили изображения поверхности с разрешением 1—2 км. Альтиметрические измерения, по точности в четыре раза превосходившие данные с АМС «Пионер-Венера», обеспечили данными по текстуре и рельефу поверхности, которые в то время было невозможно получить сканируя с Земли. Оба аппарата находились на вытянутых полярных орбитах, записывая измерения в течение 16 минут от полюса до 30-го градуса с.ш., остаток времени на орбите с периодом 24 часа использовался для передачи полученных 8 МБ данных на Землю. За время работы аппаратов (с 11 ноября 1983 по 10 июля 1984) собственное вращение планеты 1,48°/сут позволило отсканировать всю северную полярную область. Получаемые данные обрабатывались в Институте радиотехники и электроники, что позволило получить общее представление о геоморфологии планеты. Многие детали рельефа, ранее считавшиеся результатами столкновений с астероидами, были идентифицированы как необычные вулканические структуры. Одним из результатов работы АМС «Венера-15» и «Венера-16» было открытие новых деталей рельефа, для названий которых были приняты родовые термины «венец» (кольцевые структуры размером от 150 до 600 км) и «тессера» (структуры из чередующихся хребтов и долин, на снимках напоминающие паркет). Были открыты кольцевые структуры, окружённые радиальными грядами. Они были названы арахноидами, поскольку напоминают по внешнему виду паука. Признаков наличия тектоники плит обнаружено не было. Позже это было подтверждено данными, собранными АМС «Магеллан». Малое количество ударных кратеров позволило установить, что современная поверхность планеты была сформирована сравнительно недавно.
В 1985 году в рамках советской программы «Вега» на поверхности планеты предполагалась работа двух посадочных модулей АМС «Вега-1» и «Вега-2». Первый модуль не смог выполнить программу исследований на поверхности из-за его непреднамеренной преждевременной активации, а посадочный модуль АМС «Вега-2» проработал на поверхности 56 мин.

## Программа исследований АМС «Магеллан»

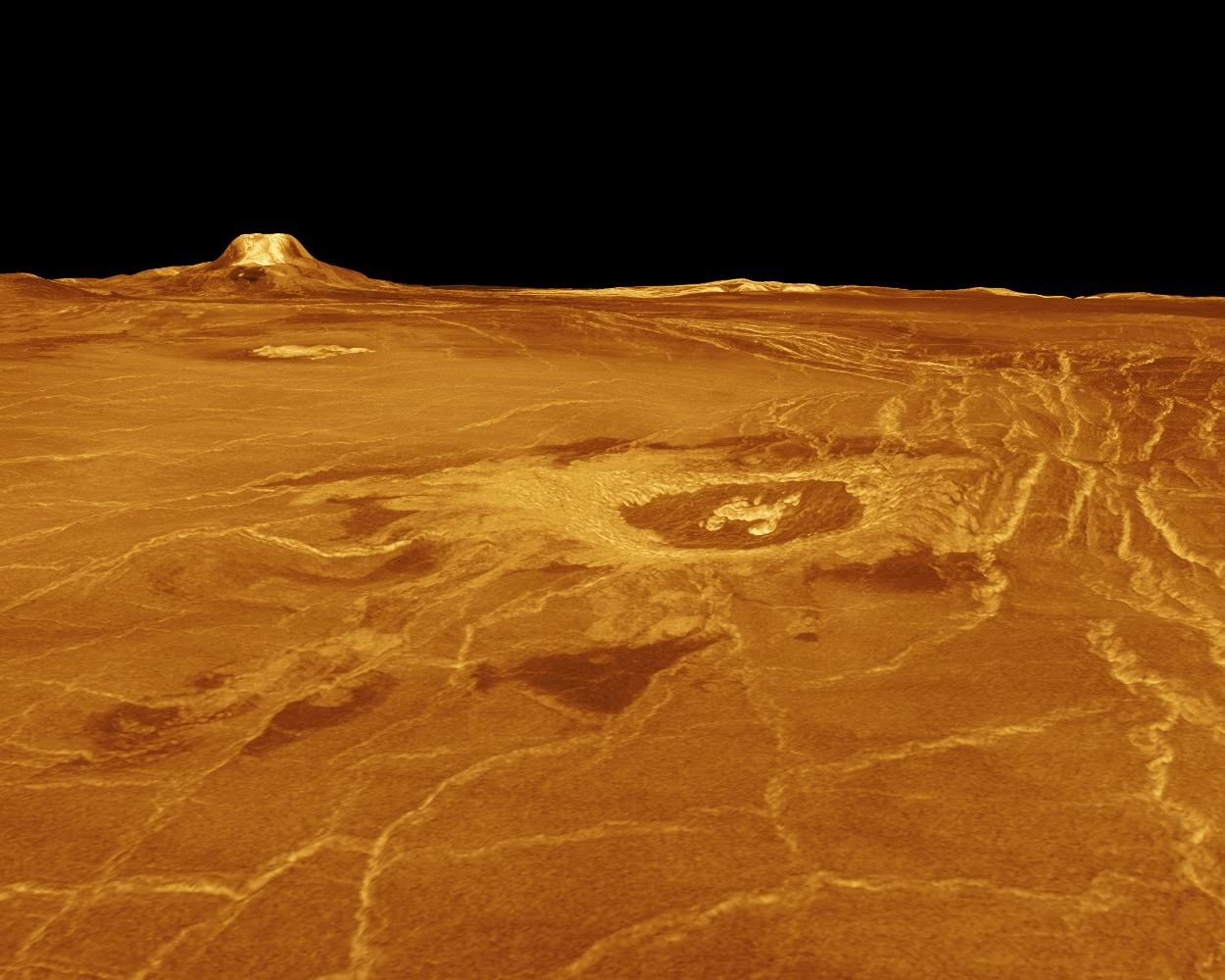
Трехмерное изображение области Эйстлы на основании данных радара АМС «Магеллан»

АМС была запущена с борта челнока в рамках полета Атлантис STS-30 4 мая 1989 года и 10 августа 1990 года вышла на орбиту вокруг Венеры. Активная работа аппарата около планеты продолжалась более четырёх лет, что позволило, используя апертурный радар на АМС, выполнить три цикла программы наблюдения бо́льшей части поверхности. Так как наблюдения в ходе каждого цикла производились под разными углами, для части поверхности были получены изображения в различных ракурсах, что позволяет построение для них трёхмерных (стереографических) изображений.
Программа съёмок была начата 16 августа 1990 года и закончена 11 октября 1994. За сутки АМС выполняла 7,3 оборота вокруг планеты, делая снимок 17—28 км шириной и 70 000 км длиной, что позволило к концу работы заснять 98 % поверхности планеты, 22 % из них — в разных ракурсах.

## Топография
Поверхность Венеры отличается относительно небольшим перепадом высот. По данным АМС «Пионер-Венера» было установлено, что разница высот между наивысшей и наинизшей точкой планеты составляет примерно 13 км, в то время как для Земли это значение составляет около 20 км. По данным, полученным этими АМС, около 51 % поверхности Венеры располагается в интервале высот ±500 м от среднего радиуса планеты (6052 км). Только 2 % поверхности отклоняется от этой средней величины более чем на 2 км. Высотомер АМС «Магеллан» подтвердил в целом равнинный характер поверхности, показав, что 80 % её не отклоняется более чем на километр от среднего радиуса планеты. Наиболее значительными возвышенностями являются плато Лакшми c горами Максвелла высотой 11 км, Акны высотой 7 км и Фрейи тоже высотой 7 км. Несмотря на относительно небольшой перепад высот, по данным альтиметрии обнаружены большие наклонённые равнины. Так к юго-западу от гор Максвелла наклон некоторых участков достигает 45°. Наклон местности зарегистрирован также в районе гор Дану и в области Фемиды. Примерно 75 % поверхности представляет собой скалы, не покрытые осадочными породами.

### Возвышенности
Возвышенностями считаются 10 % поверхности с высотами более двух километров над средним расстоянием от центра Венеры. Наиболее значимые из них — земли Афродиты, Иштар и Лады, а также области Бета, Фебы и Фемиды. Области Альфа, Белл и Эйстлы являются менее значимыми группами возвышенностей.

### Равнины
Равнины занимают примерно 50 % поверхности и располагаются на высотах 0—2 км относительно среднего радиуса планеты.

### Низменности
Оставшаяся часть поверхности называется низменностями и в основном располагается ниже высоты, принятой за нулевую. Данные радара указывают на то, что они, в пределах сантиметровой точности, представляют собой ровную поверхность и заполнены материалом, который вынесен эрозионными процессами с возвышенностей.

## Ударные кратеры

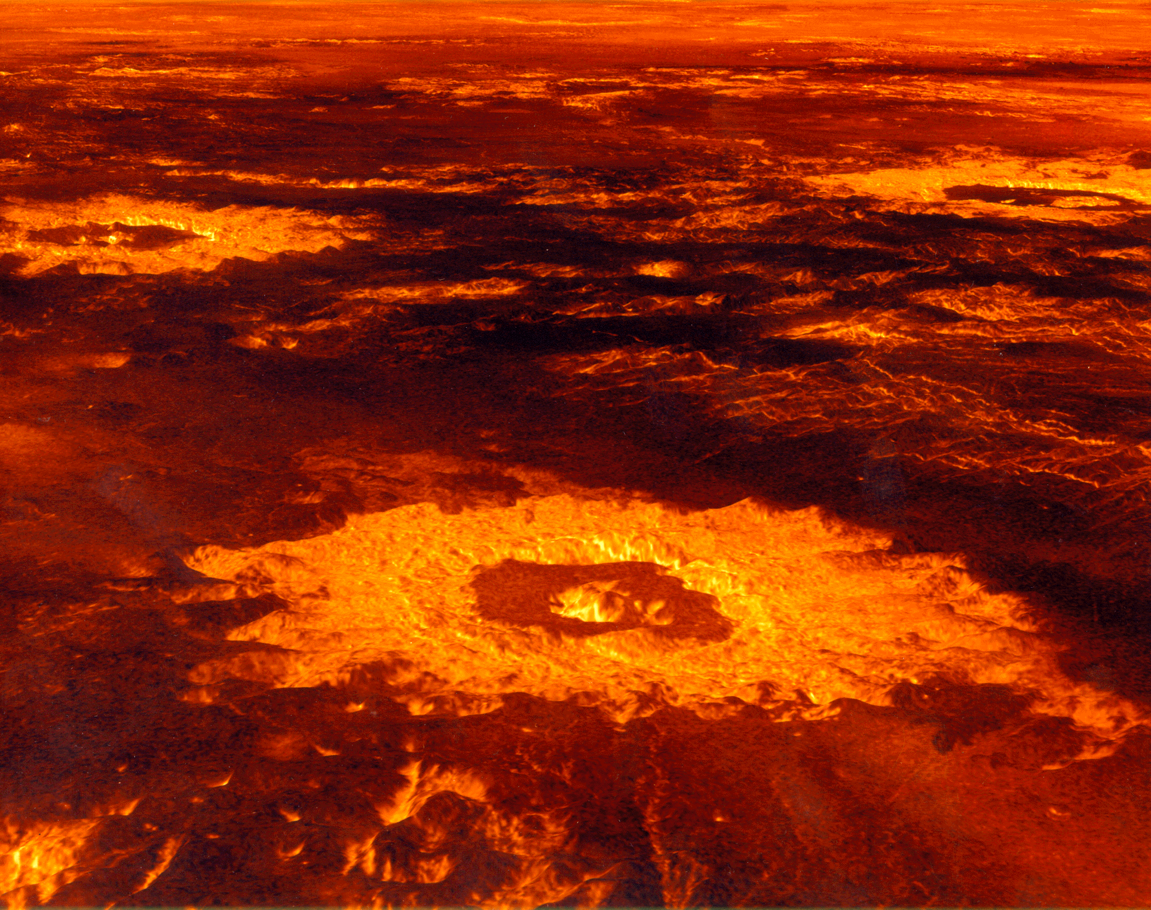
Кратер Данилова

Наземные наблюдения с помощью радаров позволили определить некоторые топографические характеристики, связанные с ударными кратерами[уточнить]. Наблюдения орбитальных аппаратов АМС «Венера-15» и «Венера-16» позволили идентифицировать 150 кратеров, а наблюдения АМС Магеллан — 900.

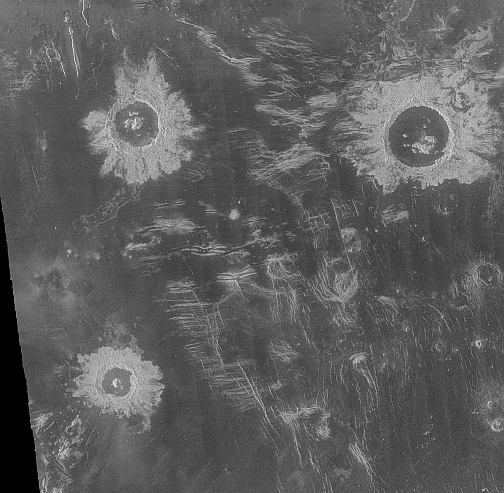
Кратеры Данилова, Аглаоника (Aglaonice) и Саскья (Saskja)

По сравнению с Меркурием, Луной и схожими небесными телами без атмосферы, на Венере очень мало кратеров, что отчасти объясняется защитным действием атмосферы. Кратеров диаметром менее 2 км на Венере нет, а диаметром до 30 км — относительно мало. Небольшие кратеры имеют неправильную форму и расположены группами, что свидетельствует о разрушении падавших небесных тел в плотной атмосфере планеты. Более крупных кратеров на Венере тоже меньше, чем на других относительно крупных телах Солнечной системы. Существующие крупные кратеры не содержат следов более поздней вулканической активности, что указывает на то, что событие, их породившее, произошло после завершения фазы активного вулканизма на планете. Согласно данным радарной съемки, их поверхность не была сглажена каким-либо из видов эрозии и не была заполнена принесёнными осадочными породами. Случайное распределение кратеров по поверхности — без областей с их более плотным расположением — служит свидетельством того, что поверхность всей планеты имеет одинаковый возраст.
Малое количество кратеров по сравнению с Луной или Меркурием, с одной стороны, не позволяет оценить возраст частей ландшафта Венеры и всей её поверхности на основании подсчёта кратеров, с другой стороны, указывает на то, что она образовалась относительно недавно после события, которое либо целиком разрушило верхние слои старой коры планеты, либо целиком скрыло их под новыми отложениями. Таким образом, Венера является единственной планетой земной группы в Солнечной системе, которая пережила подобное событие в своей современной истории.

## Вулканизм

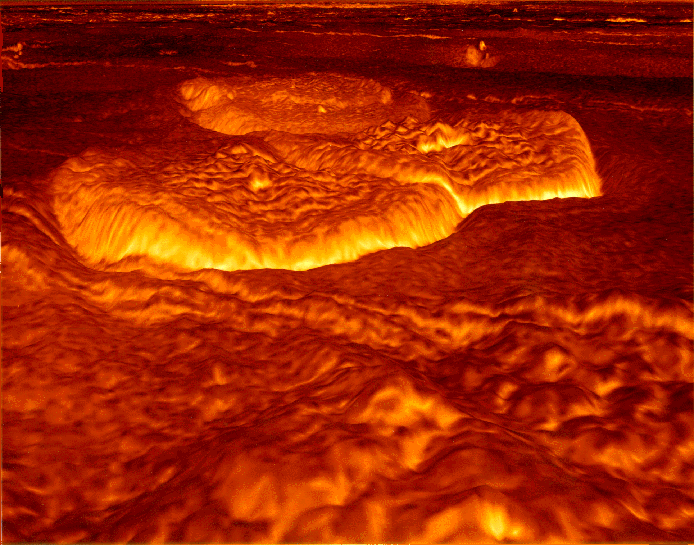
Сгенерированное компьютером изображение вулканических плосковершинных куполов (pancake dome) в области Альфа на Венере

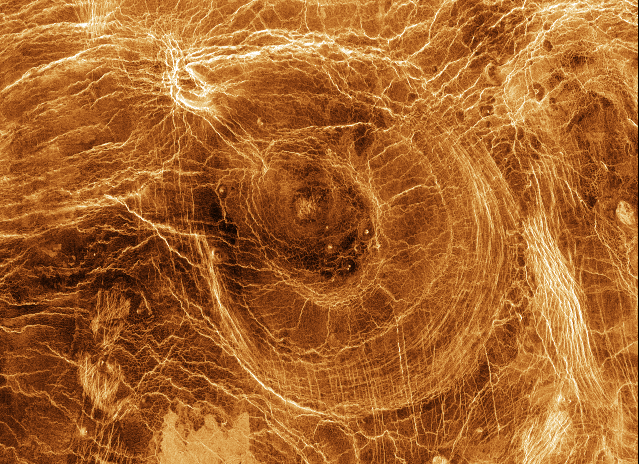
Арахноид на поверхности Венеры

Современная поверхность Венеры сформирована в основном вулканическими процессами. По характеру отложения вулканических осадков различают «вулканизм центрального типа» с четко определяемым центром активности и площадной вулканизм траппового типа. Так как на планете не обнаружено тектоники плит и, соответственно, нет зон субдукции, все вулканы «централизованного типа» на планете являются — в строгом смысле этого термина — щитовыми вулканами. К стратовулканам относят вулканы, напоминающие по внешнему виду аналогичные структуры на Земле. Более молодые потоки лавы на радиолокационных снимках выглядят, как правило, более яркими областями по причине ме́ньшей эрозии их материала по сравнению с окружающим ландшафтом.
Примерно 80 % поверхности планеты занято равнинами, сформированными лавовыми потоками, среди которых располагаются около сотни крупных стратовулканов, много ме́ньших вулканов и структуры, называемые венцами. Последние представляют собой крупные округлые образования диаметром 100—300 км, которые возвышаются над окружающей местностью на несколько сот метров и, как считается, образовались в результате застывания магматического материала после того, как часть лавы растеклась по окрестностям, сформировав таким образом венкоподобную структуру. Вулканов диаметром менее 20 км на поверхности очень много (их общее количество может измеряться сотнями тысяч). Некоторые из них имеют пологую, слоистую и напоминающую пирог структуру и достигают 15 км в диаметре. По своему происхождению они, как считается, аналогичны земным щитовым вулканам. Они часто группируются в районе венцов, и были сформированы лавой с высокой вязкостью, которая извергалась в плотной атмосфере планеты. В отличие от земных щитовых вулканов, высота которых от основания достигает 10 км, высота их аналогов на Венере не превосходит 1,5 км.
К другим вулканическим структурам относятся так называемые «новы» — радиальные сети дайковых образований на месте бывших базальтовых потоков и с возможной кальдерой в центре; а также арахноиды — концентрические овальные структуры, окружённые сетью образований, аналогичных наблюдаемым у «нова».

### Лавовые потоки и каналы

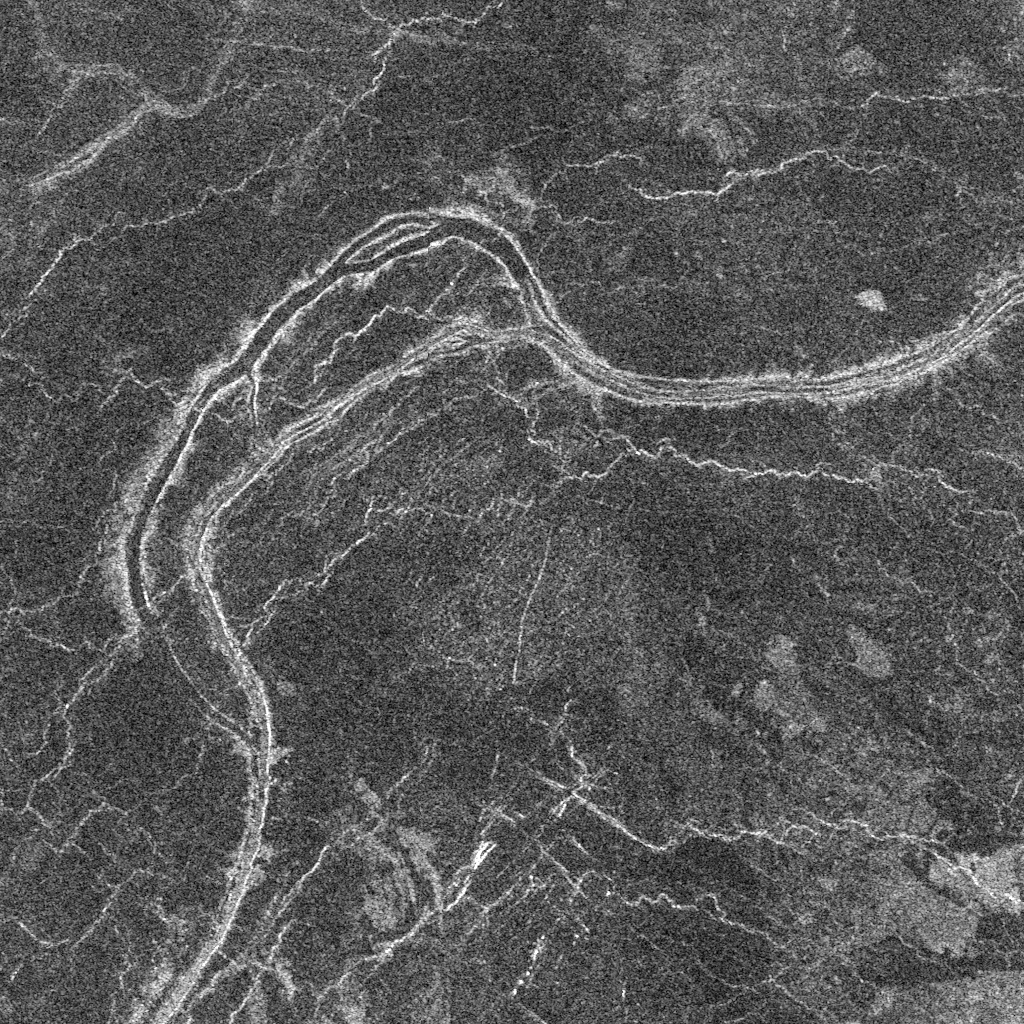
Ветвящийся лавовый канал шириной два километра около

Лавовые потоки на Венере значительно превосходят свои современные земные аналоги и достигают сотен километров в длину и десятков километров в ширину. Ещё неизвестна причина, которая привела к образованию столь обширных лавовых полей в прошлом, но именно в результате извержений базальтовых лав с низкой вязкостью на планете образованы широкие равнины. Лавовые поля, как правило, ассоциированы с центрами активности или с централизованным вулканизмом, но также с трещинными вулканами, венцами и с кластерами вулканических куполов, конусов и каналов. На основании данных АМС «Магеллан» было обнаружено порядка 200 лавовых каналов и систем долин, которые подразделяются на простые, ветвящиеся и стратокомплексы. Простые каналы представляют собой единственный длинный лавовый канал без значительных ответвлений длиной до 7000 км (долина Балтис), ветвящиеся каналы содержат множество ответвлений, которые часто возвращаются в основной канал, стратокомплексы сформированы несколькими извержениями и могут сочетать в себе черты простых и ветвящихся каналов. Размеры отдельных лавовых трубок должны достигать десятков метров в ширину и нескольких сотен километров в длину. Распространение магматического материала на такие большие расстояния объясняется его высокой температурой, его низкой вязкостью и высокой температурой атмосферы, которая замедляла процесс застывания лавы.

## Тектоническая активность
Несмотря на то, что Венера лишена тектонической активности как таковой, на поверхности планеты есть множество структур, обычно ассоциируемых с тектоникой плит. Такие образования на поверхности, как разломы, вулканы, горные массивы и рифтовые равнины на Земле образованы в результате движения плит по расплавленному слою верхней мантии. На Венере активный вулканизм сформировал цепи горных массивов, рифтовых равнин и равнин, рельеф которых сформировался в результате серии сжатий и растяжений в течение длительного времени и получивших название тессер.
В отличие от Земли, здесь деформации непосредственно связаны с динамическим силами внутри мантии планеты. Гравиметрические измерения указывают на то, что Венера не имеет астеносферы (слоя с относительно малой вязкостью, который способствует горизонтальным перемещениям плит). Отсутствие астеносферы предполагает, что деформации поверхности планеты непосредственно связаны с конвекционными перемещениями внутри мантии планеты. Тектонические деформации на Венере происходят в разных масштабах, наименьший из которых находит своё выражение в линейных трещинах или разломах (в некоторых местах разломы составляют сеть параллельных линий). Непротяженные горные хребты, характерные для Луны и Марса, также нередко встречаются на поверхности Венеры. Эффекты обширного тектонизма проявляют себя в виде разломов, при которых часть венерианской коры погружается относительно окружающей местности на более низкий уровень, через приподнятые и опущенные части ландшафта распространяются трещины. Радарные наблюдения показывают, что эти разломы шириной до нескольких сотен километров сконцентрированы в экваториальных областях, в высоких южных широтах и связаны друг с другом. Сформированная таким образом сеть разломов покрывает планету, определяя распределение вулканов на поверхности. Рифты на Венере формировались вместе с развитием литосферы и представляют собой группы впадин от десятков до сотен метров шириной и до 1000 км длиной, которые обычно связаны с крупными вулканическими образованиями в виде куполов, такими как области Бета, Атлы и Эйстлы. Эти возвышенности, по всей видимости, являются выходом магматических плюмов на поверхность, что вызвало их подъем, образование трещин и разломов и вулканизм.
Наиболее высокие горы на планете — горы Максвелла (на территории земли Иштар) — были сформированы в результате деформаций сжатия, растяжения и бокового движения. Другой тип географических достопримечательностей Венеры располагается в низинах и включает «пояса гряд», которые поднимаются на несколько сот метров над поверхностью и имеют ширину до нескольких сотен метров и длину до тысячи километров. Основные скопления этих поясов расположены в районе равнин Лавинии около южного полюса и Аталанты — в районе северного.
Тессеры обнаруживаются в основном в пределах земли Афродиты, восточной части земли Иштар (тессера Фортуны), в области Альфа и области Теллуры. Тессеры представляют собой участки, покрытые пересекающимися хребтами и грабенами. Формирование тессер связано с ранними излияниями базальтового материала, сформировавшими равнинную местность, которая впоследствии была деформирована тектоническими процессами.

Предполагаемое внутреннее строение Венеры: в центре планеты расположено железное ядро, покрытое мантией и литосферой

## Внутренняя структура и магнитное поле
Кора Венеры, как считается, имеет толщину 50 км и состоит из силикатных пород. Мантия планеты простирается приблизительно на 3000 км в глубину, её химический состав, по состоянию на 2011 год, точно не определен. Так как Венера — планета земной группы, предполагается, что у неё есть железо-никелевое ядро радиусом около 3000 км.
Данные, полученные орбитальными аппаратами АМС «Пионер-Венера», показывают, что планета не имеет существенного магнитного поля. Так как для появления динамо-эффекта необходимо наличие вращающегося проводника, его отсутствие может быть объяснено медленным вращением планеты с сидерическим периодом 243,7 сут. Тем не менее, по данным моделирования, этого медленного вращения должно быть достаточно для появления динамо-эффекта и отсутствие современного магнитного поля может быть объяснено только отсутствием конвекции в ядре. Конвекция происходит, когда существует большая разница температур между внутренней и внешней частью ядра, но поскольку у Венеры нет тектоники плит, которая могла бы отводить тепло из мантии, возможно, что конвекция внешнего ядра подавляется тёплой мантией. Также возможно, что у Венеры может по той же причине отсутствовать твёрдое внутреннее ядро, если ядро либо слишком горячее, либо находится под недостаточным давлением, чтобы позволить расплавленному никелевому железу перейти в твёрдое состояние.

## Разрушение коры в прошлом
Считается, что 300—500 млн лет назад Венера претерпела событие, которое привело к полному обновлению коры планеты или к перекрытию её верхних слоев поступившим мантийным материалом. Одним из возможных объяснений этого явления является гипотеза о цикличности подобных событий, в результате которых происходит избавление от излишков тепла, накапливаемых в её внутренних слоях в течение продолжительного времени. На Земле процесс переноса тепла от центра к поверхности реализуется посредством тектоники плит, которая не была обнаружена на Венере. Таким образом, согласно этой теории, в своем современном состоянии планета претерпевает внутренний разогрев из-за радиоактивного распада элементов, что через некоторое время приведет к новому периоду глобального базальтового вулканизма, который практически полностью покроет поверхность Венеры новым магматическим материалом. Косвенным подтверждением этой теории является то, что, несмотря на близкие к земным параметры планеты, она практически лишена магнитного поля, а также исключительно высокое значение соотношения дейтерия к водороду-1 в атмосфере. Первое может быть объяснено отсутствием отдачи тепла ядром Венеры, второе может указывать на то, что в недалеком прошлом её атмосфера содержала гораздо бо́льшее количество воды.

## Современные процессы на поверхности

Формирование щитовых куполов

Так как вода не может существовать в жидком состоянии на поверхности, а её количество в атмосфере незначительно, эрозионные процессы на поверхности могут быть вызваны только потоками лавы при извержениях, взаимодействием поверхности с атмосферой, выбросами материала с поверхности при падении крупных метеоритов и при взрывных извержениях. В двух последних случаях выброшенное вещество — при его попадании в верхние слои атмосферы с сильными ветрами — относится в западном направлении и выпадает на поверхность, образуя зону осадков параболической формы. Атмосферные эрозионные процессы подразделяются на ветровую эрозию, которая при незначительных ветрах на низкой высоте обусловлена большой плотностью газа на поверхности, и на химическую эрозию, которая обусловлена наличием в атмосфере агрессивных химических соединений, вступающих в реакции с поверхностными породами, что приводит к их постепенному разрушению. Поскольку скорость этих процессов невелика, а поверхность довольно молода, бо́льшая её часть не покрыта осадочными породами. Скопление таких пород отмечается лишь в районах, ассоциируемых с крупными метеоритными ударами в прошлом. В областях выпадения подобных осадков были обнаружены поля дюн, ярданги и осадочные породы, которые были организованы в линейные структуры последующим ветровым воздействием. На основании данных АМС «Магеллан» было обнаружено более 60 таких параболических зон осадков, которые вместе с участием других эрозионных процессов образуют наиболее новые черты ландшафта.

### Публикации в интернете
- (англ.) Grayzeck, Ed (2004). Venus Fact Sheet. NASA. Retrieved July 11, 2005.
- (англ.) US Geological Survey, «Gazetteer of Planetary Nomenclature (Venus)». Retrieved July 13, 2005
- (англ.) Vita-Finzi, C., Howarth, R.J., Tapper, S., and Robinson, C. (2004) «Venusian Craters and the Origin of Coronae» Lunar and Planetary Science XXXV
- (англ.) Stofan, E.R., Hamilton, V.E., Janes, D.M., and Smrekar, S.E. (1997) «Coronae on Venus: Morphology and Origin» Venus II Bougher et al., eds., University of Arizona Press, Tucson, 1997

### Книги и статьи
- (англ.) The Face of Venus. The Magellan Radar Mapping Mission, by Ladislav E. Roth and Stephen D. Wall. NASA Special Publication, Washington, D.C. June 1995 (SP-520).
- (англ.) Surface Modification on Venus as Inferred from Magellan Observations on Plains, by R. E. Ardvison, R. Greeley, M. C. Malin, R. S. Saunders, N. R. Izenberg, J. J. Plaut, E. R. Stofan, and M. K. Shepard. Geophisics Research 97, 13.303. (1992)
- (англ.) The Magellan Imaging Radar Mission to Venus, by W. T. K. Johnson. Proc. IEEE 79, 777. (1991)
- Planetary Landscapes, 3rd Edition, by R. Greeley. Chapman & Hall. (1994)